# Oricalc

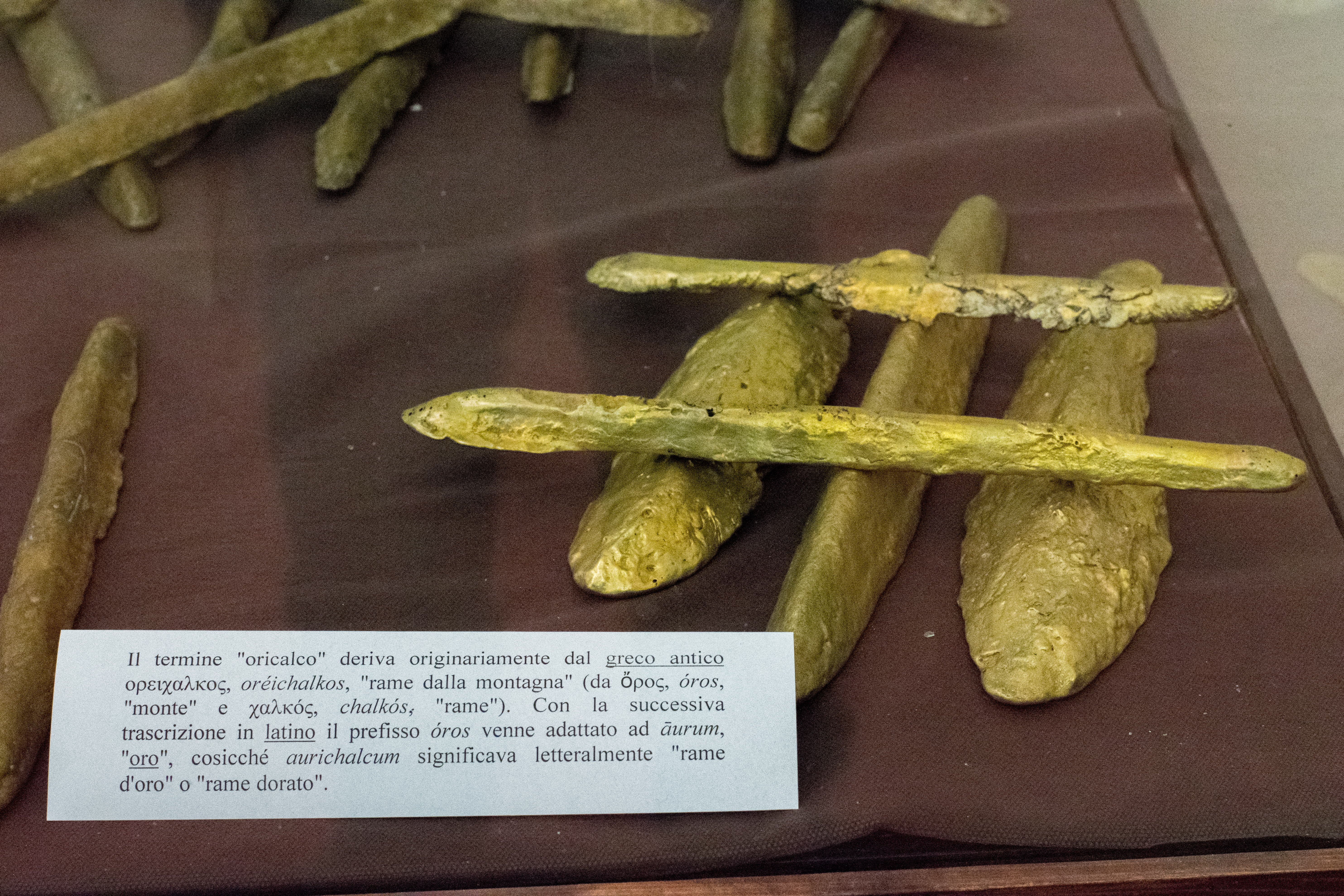
Lingots trobats a Gela (Sicília)

L'oricalc (del grec, ὀρείχαλκος, oreikhalkos, literalment 'coure de muntanya', però que en grec modern vol dir llautó, en llatí, orichalcum o aurichalcum) és un metall esmentat en diverses escriptures antigues, incloent una història de l'Atlàntida al Crítias de Plató. Segons Crítias (460 – 403 aC), l'oricalc era el segon metall més valuós després de l'or, i s'extreia en molts llocs de l'Atlàntida en temps antics. Ja als temps de Crítias, tanmateix, l'oricalc només es coneixia de nom.
Podria haver sigut un metall noble, com ara el platí, ja que se suposa que s'extreia i no s'elaborava, o alguna mena de bronze o llautó, o algun altre aliatge de metall.
El 2015, un nombre de lingots, que es creu que podrien ser oricalc, va ser descobert en un vaixell enfonsat a les costes de Gela (Sicília), fets d'un aliatge -- principalment coure i zinc (és a dir, un tipus de llautó), amb petits percentatges de níquel, plom i ferro. Aquests lingots podrien tenir uns 2600 anys.
Joseph Needham apunta que el bisbe del segle xviii Richard Wattson, un professor de química, deia que hi havia una idea antiga que "hi hi havia dues classes de oricalc".